# Краткий артикул
Артикул краткий, выбранный из древних христианских воинских прав, иже о богобоязни и о наказании разных злодеев (Краткий артикул, артикул Меншикова, Московский воинский устав) — созданный в 1706 году в рамках военной реформы Петра I, военно-уголовный кодекс князя А. Д. Меншикова. 
«Краткий артикул» считается прообразом Воинского устава Петра I (Артикул воинский).

## История
Данный документ был составлен бароном фон Гюйссеном на основе саксонского военного кодекса и первоначально издан на немецком языке («нем. Moskovitisches Kriegs-Reglement» — Московский военный регламент). Изначально он предназначался для суда над иностранцами, служившими в русском войске по найму. Позднее он был переведён на русский язык, хотя и со значительными ошибками. Артикул использовался для войск, находившихся под командованием князя А. Д. Меншикова (преимущественно кавалерии, хотя известны и иные случаи применения). По факту он не являлся законом, а был документом уровня ведомственного акта и применялся ограниченно.
Артикул делился на 12 глав и содержал всего 141 статью. Девять начальных глав представляли из себя военно-уголовный кодекс (первые пять посвящены общеуголовным преступлениям, следующие 4 — воинским), а завершали его три главы об устройстве военных судов и судопроизводстве. Документ устанавливал два вида судов в армии — полковые и генеральные. Он впервые дал перечень дисциплинарных взысканий, налагаемых по решению начальника без суда.
Полное содержание артикула в нескольких различных редакциях можно найти:
- в рукописном сборнике 1714 года под названием: «Артикулы воинские и другие статьи, составляющие ручную книгу офицера в царствование Петра I» (хранится в Московском Румянцевском музее);
- эта редакция полностью приведена у Розенгейма («Очерк истории военно-судебных учреждений в России до кончины Петра В.»);
- другая редакция у Мышлаевского — «Сборн. военно-историч. материалов», вып. IX; на немецком языке — в «Corpus juris militaris novissimum», ч. II, 1724 г. (библиот. Ген. и Гл. Шт.). (Розенгейм (см. выше);
- Шендзиковский, Столетие воен. мин-ства. т. XII; Бобровский, Военное право в России при Петре Великом.

Этот кодекс впервые в истории России ввел в светское законодательство наказание за гомосексуальность, скопировав его с германского образца — за «ненатуральное прелюбодеяние» «муж с мужем» предусматривалось казнь через сожжение.